# 이반 코바체츠
이반 코바체츠(크로아티아어: Ivan Kovačec, 1988년 6월 27일 ~ )는 크로아티아의 축구 선수로, 포지션은 좌측 윙어이다. 2015 시즌부터 2017 시즌까지는 울산 현대, 2017 시즌부터 2018 시즌까지는 FC 서울에서 활약하였다. K리그 등록명은 코바였다.

## 클럽 경력

### 울산 현대
2015 시즌 7월 여름 이적 시장을 통해 울산 현대에 입단하였다. 7월 22일에 열린 2015 하나은행 FA컵 8강 성남 원정 경기에서 팀의 결승골을 터뜨려 2-1 승리를 이끌었고, 10월 25일에 열린 전남과의 리그 35라운드 원정 경기에서 해트트릭을 기록하여 팀의 5-2 승리를 이끌었으며 K리그 클래식 35라운드 주간 MVP에 선정되었다. 2015년 11월 13일에는 울산과 2017년 12월까지 재계약을 체결하였다.
2016년 4월 4일에 있었던 전남과의 K리그 클래식 3라운드 경기에서 혼자 2골을 몰아쳐 팀을 2-1 승리를 거둬 2016 시즌 첫 승을 이끌었으며, K리그 3라운드 MVP에 선정되었다. 5월 21일에는 수원과의 K리그 클래식 11라운드 경기에서 페널티킥 골과 멀티골을 기록하였고, 2골 1도움을 기록하여 팀의 4-2 대승을 거두었다.
2017년 6월 8일 상호간의 합의로 계약해지를 하였다.

### FC 서울
2017년 7월 13일 FC 서울에 입단하였다.